# Hans-Ulrich Rosemann

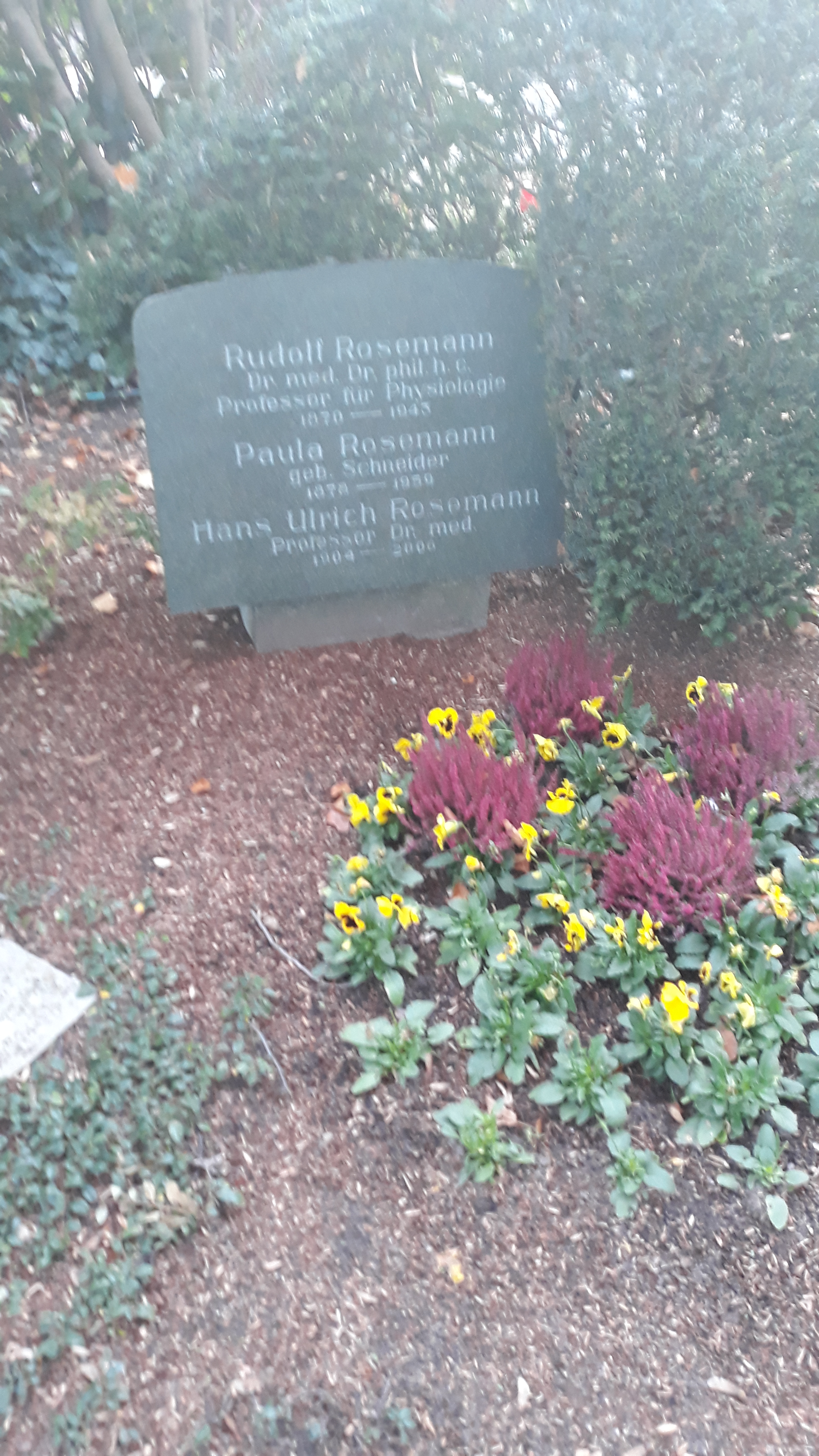
Das Grab von Hans-Ulrich Rosemann und seinen Eltern auf dem Zentralfriedhof Münster.

Hans-Ulrich Rosemann (* 14. März 1904 in Bonn; † 16. April 2006 in Marburg) war ein deutscher Physiologe und Hochschullehrer.

## Leben

### Familie und Ausbildung
Der evangelisch getaufte, gebürtige Bonner Hans-Ulrich Rosemann, Sohn des ordentlichen Professors für Physiologie an der Westfälischen Wilhelms-Universität in Münster Rudolf Rosemann (1870–1943) und dessen Ehefrau Paula geborene Schneider, wandte sich nach dem Abitur dem Studium der Medizin an der Westfälischen Wilhelms-Universität, der Eberhard Karls Universität Tübingen, der Ludwig-Maximilians-Universität München sowie der Philipps-Universität Marburg zu, dort erfolgte 1929 seine Promotion zum Dr. med. Hans-Ulrich Rosemann vermählte sich im Jahr 1931 mit Margret geborene Achilles. Dieser Verbindung entstammten drei Kinder namens Irmgard, Werner sowie Günther. Hans-Ulrich Rosemann verstarb im April 2006 im hohen Alter von 102 Jahren in Marburg.
Er war der jüngere Bruder des außerplanmäßigen Professors für Darstellende Geometrie und Praktische Mathematik an der Technischen Hochschule Hannover, Walther Rosemann (1899–1971), sowie des ordentlichen Professors für Kunstgeschichte an der Georg-August-Universität Göttingen, Heinz Rudolf Rosemann (1900–1977).

### Berufliche Laufbahn
Hans-Ulrich Rosemann trat nach seinem Studienabschluss eine Assistentenstelle am Physiologischen Institut der Philipps-Universität Marburg an. Der in weiterer Folge zum Oberassistenten Beförderte habilitierte sich 1935 als Privatdozent für das Fach Physiologie. 1942 erfolgte seine Ernennung zum außerplanmäßigen Professor, 1958 zum Wissenschaftlichen Rat, 1966 zum Abteilungsvorsteher, 1969 wurde er in den Ruhestand verabschiedet.

## Publikationen
Autor
- Zur Frage der Thyroxin-Wirkung auf den Skelettmuskel, Marburg, Medizinische Dissertation, 1929, J. F. Lehmann, München, 1929
- Die unsichtbare Strahlung der Organismen, in: Rudolf Dittler (Hrsg.): Handwörterbuch der Naturwissenschaften, Band 9, G. Fischer, Jena, 1934

Herausgeber
- Leonard Landois (Begr.): Physiologie des Menschen : Mit besonderer Berücksichtigung der chemischen und pathologischen Physiologie, 26. Auflage, vollständig neubearbeitet, Urban & Schwarzenberg, München; Berlin, 1950
- Leonard Landois (Begr.): Lehrbuch der Physiologie des Menschen, 28. Auflage in 2 Bänden, Urban & Schwarzenberg, München; Berlin, 1962